# Азербайджан гадини
«Азербайджан гадини» (азерб. Azərbaycan Qadını, «Жінка Азербайджану») — азербайджанський жіночий журнал. Заснований 1923 року, до 1938 року називався «Шарг гадини» («Жінка Сходу»), видається донині в Баку. Є першим жіночим журналом Азербайджану.

## Історія

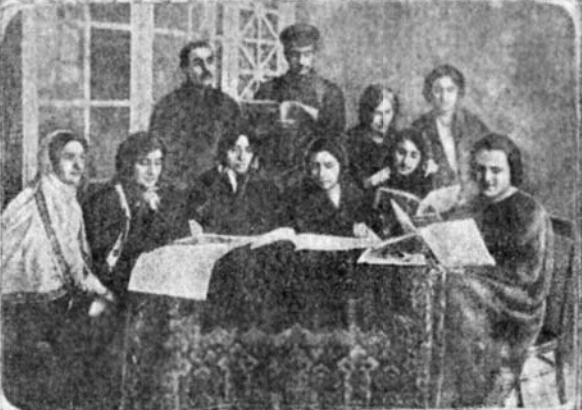
Активіст(к)и і члени першої редакції журналу

Перший номер видання побачив світ у листопаді 1923 року, коли внаслідок масового руху, спрямованого на розкріпачення жінок і залучення їх до широкої громадської діяльності і праці, було прийнято постанову про заснування журналу «Шарг гадини» («Жінка Сходу») — першого на мусульманському Сході періодичного видання, присвяченого нагальним проблемам сучасниць.
Журнал засновано за рішенням Центрального Комітету Азербайджанської комуністичної (більшовицької) партії від 2 липня 1923 року.
Перший номер складався з 40 сторінок, вийшов накладом 1000 примірників.
Початок видання журналу «Шарг гадини» став знаменною подією в історії жіночого руху в Азербайджані.
У 20-х роках його редакторкою стала одна з перших азербайджанських революціонерок Айна Султанова.
Журнал відіграв важливу роль у формуванні літературно-мистецької думки, розвитку культури, появі письменниць і публіцисток серед жінок. Шафіга Ефендізаде, Мірварід Дильбазі, Нігяр Рафібейлі, Алевія Бабаєва, Халіда Гасілова, Азіза Джафарзаде, Ханимана Алібейлі та інші вперше опублікували тут низку своїх перших творів.
Велика популярність журналу в таких регіонах, як Дагестан, Грузія, Узбекистан, Туркменістан, Таджикистан, Татарстан, Іран, Туреччина, Афганістан, Індія, призвела до того, що в багатьох з них з'явилися власні подібні видання.
Тому 1938 року «Шарг гадини» перейменовано на «Азербайджан гадини», зосередивши увагу на проблемах республіканського масштабу, не припиняючи при цьому публікації матеріалів і на міжнародні теми. Під цією назвою він регулярно виходить донині (виняток становлять періоди, з 1940 по 1951 і з 2001 по 2009), охопивши протягом свого майже вікового існування всі найважливіші та знакові події і ставши історичним виданням.
Перші номери видання друкувалися арабською графікою. В наступних виданнях можна спостерігати поступовий перехід до латинського алфавіту, потім до кирилиці, а з 1990-х років, після відновлення незалежності Азербайджану — до сучасного алфавіту на основі латинської писемності.
Від 2009 року журнал виходить щоквартально у двох версіях — азербайджанською і російською мовами.

## Наші дні
Відродження журналу в пострадянський період відкриває нову сторінку його біографії.
Від 1997 року його головною редакторкою є завідувачка відділу з питань гуманітарної політики Адміністрації президента Азербайджану Фатма Абдуллазаде.
Від 2009 року діє офіційний вебсайт журналу. Архів всіх номерів видання зберігається в Азербайджанській національній бібліотеці імені М. Ф. Ахундова.

## Автори та авторки
Від моменту створення журналу з ним співпрацювали відомі діячки та діячі азербайджанської літератури, в числі яких Мамед Саїд Ордубаді, який стояв біля витоків його заснування. На шпальтах видання друкувалися оповідання і повісті Міра Джалала, Мірзи Ібрагімова, Ільяса Ефендієва, вірші Самеда Вургуна, Расула Рзи, Нігяр Рафібейлі, Мірварід Дільбазі, твори багатьох інших видатних азербайджанських поетів і письменників.

## Головні та відповідальні редакторки
1931 № 7-8 — 1936: відповідальна редакторка Гюляра Гадірбекова (писала під псевдонімом Кейлюгизи) (Gülarə Köylüqızı)
1937 № 1-12: відповідальна редакторка Гюляра Гадірбекова
1937 № 13: відповідальна редакторка Х. Солтанова (H. Soltanova)
1937 № 15 — 1938: відповідальна редакторка Захра Керімова (Zəhra Kərimova)
1938 від № 13: відповідальна редакторка Барат Керімова (Barat Kərimova)
1940: відповідальна редакторка Зулейха Алієва (Züleyxa Əliyeva)
1951—1961: відповідальна редакторка Р. Зейналова (R. Zeynalova)
1962 № 7: в. о. редактора А. Бабаєва (Ə. Babayeva)
1962 від № 10: редакторка Шафіга Агаєва (Şəfiqə Ağayeva)
1972—1996: головна редакторка Халіда Хасілова
1997 — наш час[уточнити]: головна редакторка Фатма Абдуллазаде (Fatma Abdullazadə)

## Відповідальні секретарі редакції
1934–1937 роки — Гасанова Пері. Підписувала номери також під прізвищем Гасанзаде. Після одруження взяла прізвище Алієва.
Протягом 1976—2010 років відповідальним секретарем журналу був Мамедов Сабір Сулейман огли.